# Cuscuz paulista
O cuscuz-paulista é um prato caipira influênciado pela cultura indígena, espanhola, italiana e portuguesa. Seu ingrediente principal é a farinha de milho. O cuscuz-paulista, é considerado uma das variantes do cuscuz, que tem origem no Magrebe.

## História
O mais antigo registro do termo "cuscuz" em São Paulo aparece em 1728, ao ser usado em um relato do governador Rodrigo César de Menezes, enviado à metrópole portuguesa, referente a mantimentos de uma expedição às minas de Cuiabá.
O cuscuz chegou ao Brasil no século XVI, trazido pelos portugueses, e tem origem no Magrebe, no Norte da África. No Brasil, o prato adaptou-se a ingredientes locais e deu origem a variações regionais, como o cuscuz-paulista e o cuscuz nordestino.
Acredita-se que a origem do cuscuz-paulista remonta aos séculos XVII e XVIII, quando viajantes bandeirantes, ao transportar alimentos, misturavam todos os ingredientes que carregavam, e com isso, a farinha de milho acabava absorvendo o gosto de outros alimentos, formando a massa base desta iguaria. Um dos argumentos que fortifica sua origem paulista data entre os anos de 1816 e 1822, com o naturalista francês Auguste de Saint-Hilaire, durante suas viagens pelo Vale do Paraíba, que na época, a cultura de plantação de milho e mandioca eram tão fortes na região a ponto de ajudar criar a identidade da cozinha brasileira.
No século XIX, surgiriam na capital as quitandeiras, mulheres negras que vendiam cuscuz pelas nas ruas; a receita da época era composta por camarões, bagres e piquiras.

## Características

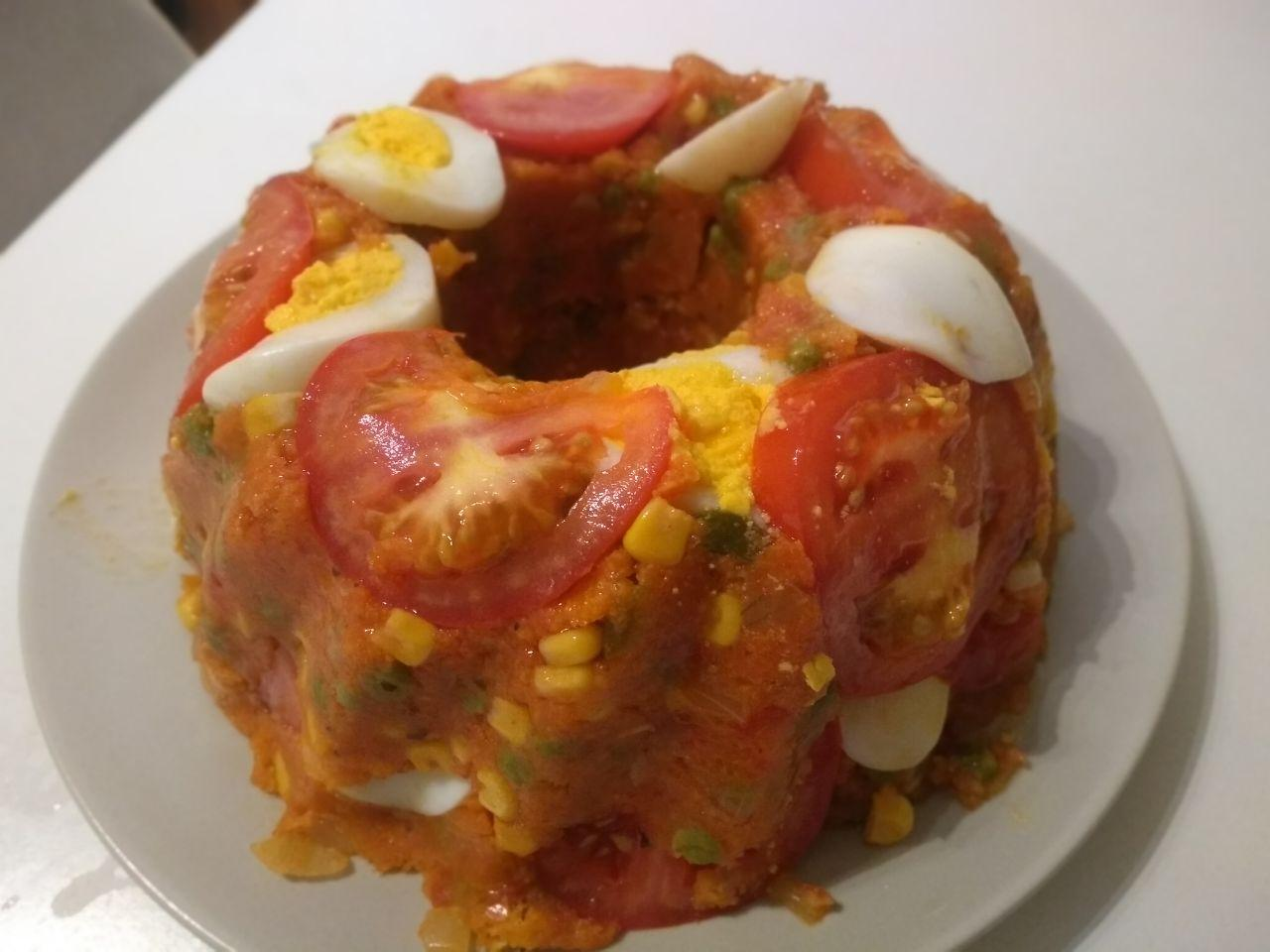
Exemplo de Cuscuz Paulista feito com uma forma de furo central

O prato, em sua versão mais contemporânea, costuma ser feito de farinha de milho amarela, molho de tomate, pedaços de tomate, azeite, pedaços de ovo cozido e alguns ingredientes enlatados, como ervilha, milho verde, palmito, azeitona e sardinha, além de sal e temperos. Também é possível encontrar o prato feito com frango desfiado, atum ou camarão. Todos os ingredientes são cozidos numa panela e posteriormente colocado em uma forma com furo no meio e decorada, pois desta forma ao desenformar ele fica com uma apresentação bem bonita, deixando-o também um pouco mais úmido.
É considerado um prato típico das festas populares, podendo ser encontrado principalmente nas festas juninas, no Natal e no Ano Novo. O cuscuz pode ser consumido quente ou frio, sendo uma boa opção para os dias quentes de verão.